# Pech Merle
Jaskinia Pech Merle (fr. Grotte du Pech Merle) – odkryta w 1922 roku jaskinia znajdująca się w miejscowości Cabrerets we francuskim departamencie Lot, zawierająca paleolityczne malowidła i ryty naskalne. Od 1951 roku posiada status monument historique, w kategorii classé (zabytek o znaczeniu krajowym).
Jaskinia należy do tzw. sanktuariów głębokich, malowidła znajdują się w dolnym piętrze jaskini, mającym długość około 300 metrów. W położonej na lewo od wejścia galerii głównej znajduje się czarnofigurowy fryz z przedstawieniami koni, mamutów, byków oraz znakami geometrycznymi. W pozostałych częściach jaskini dominują wizerunki mamutów i żubrów, którym towarzyszy kilka postaci antropomorficznych, m.in. trzy ujęte z profilu postaci kobiece, kobieta przemieniającą się w żubra oraz mężczyzna przeszyty strzałami. W najgłębszej partii groty znajdują się odciski ludzkich dłoni i ryty przedstawiające m.in. głowę niedźwiedzia.
Malowidła w jaskini Pech Merle zaliczane są do stylu III i częściowo IV, charakterystyczne są wizerunki koni ozdobione kropkami. Data powstania malunków i rytów jest niepewna, określana na między 20 a 14 tysięcy lat p.n.e.